# Lirularia bicostata
Lirularia bicostata är en snäckart som först beskrevs av J. H. McLean 1964.  Lirularia bicostata ingår i släktet Lirularia och familjen pärlemorsnäckor. Inga underarter finns listade i Catalogue of Life.